# Öffentliche Universität Shūnan

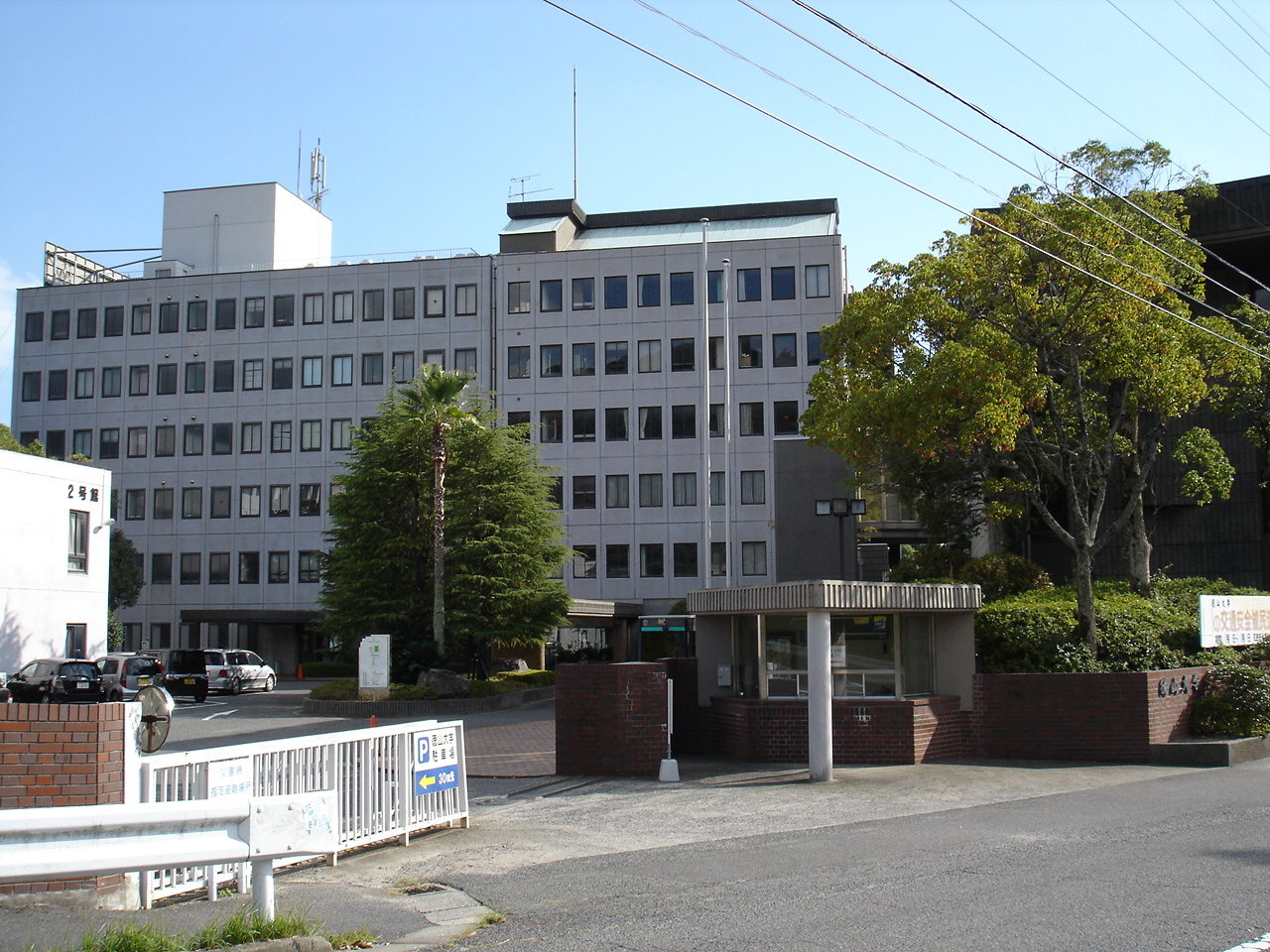
Haupteingang (2009)

Die Öffentliche Universität Shūnan (japanisch 周南公立大学 Shūnan kōritsu daigaku; engl. Shunan University) ist eine städtische Universität in Shūnan in der Präfektur Yamaguchi (Japan).

## Geschichte
Gegründet wurde die Universität 1971 als Universität Tokuyama (jap. 徳山大学 Tokuyama daigaku, engl. Tokuyama University) durch die Zusammenarbeit der Bildungskörperschaft Chūō-Gakuin mit der Stadtverwaltung Tokuyama (heute: Shūnan). Sie begann mit der Fakultät für Wirtschaftswissenschaften. 1974 übernahm die Bildungsstiftung Tokuyama (徳山教育財団) die Universität. 2022 wurde die Universität zur städtischen Hochschule und in Öffentliche Universität Shūnan umbenannt. Sie hat bisher keine Graduiertenschule.

## Fakultäten
- Fakultät für Wirtschaftswissenschaften (経済経営学部)
- Fakultät für Human- und Gesundheitswissenschaften (人間健康学部)
  - Abteilung für Sport- und Gesundheitswissenschaften
  - Abteilung für Pflegewissenschaft
  - Abteilung für Soziale Wohlfahrtswissenschaften
- Fakultät für Informationswissenschaft